# Pasaranom
Pasaranom is een bestuurslaag in het regentschap Purworejo van de provincie Midden-Java, Indonesië. Pasaranom telt 1819 inwoners (volkstelling 2010).